# Michael Schultz
Michael Schultz (10 de noviembre de 1938) es un director estadounidense y productor de cine y televisión.

## Biografía
Schultz nació en Milwaukee, Wisconsin, el hijo de Katherine Frances (née Leslie), una operaria de fábrica, y Leo Schultz, un vendedor de seguros de ascendencia alemana. Después de licenciarse trabajó en la Universidad de Wisconsin–Madison y la universidad de Marquette, asistió a la Universidad de Princeton, donde en 1966 dirija su primera producción, Esperando a Godot. Se unió a la Negro Ensemble Company en 1968, lo que le trajo a Broadway en 1969. Su primer reconocimiento sería dirigiendo una obra de Lorraine Hansberry To be Young, Gifted and Black, el cual él volvería a dirigir para la televisión en 1972.
Los primeros proyectos cinematográficos de Schultz combinaron la baja comedia con un profundo comentario social (Honeybaby, Honeybaby y Cooley High), llegando a su punto máximo con la comedia de conjuntos Car Wash (1976) y Which Way Is Up? (1977), protagonizada por Richard Pryor.
En 1978, Schultz tomó las riendas del Sgt. Pepper's Lonely Hearts Club Band  con el presupuesto más grande jamás confiado a un director de cine afroamericano hasta esa fecha. Sin embargo, después de su lanzamiento, el proyecto fue un fracaso comercial  y de crítica. Schultz continuaría haciendo películas prominentes como Scavenger Hunt (1979), Carbon Copy (1981) y Disorderlies (1987).
Más recientemente, Schultz ha trabajado en televisión, dirigiendo episodios de series como Las aventuras del joven Indiana Jones y Vallas de Piquete, así como un abundante número de películas hechas directamente para el circuito de televisión.
En 1991, Schultz entra en la sala de la fama de creadores afroamericanos.

## Filmografía

### Televisión
- To Be Young, Gifted, and Black (1972)
- The Rockford Files (1974) TV Series
- Starsky and Hutch (1975) TV Series
- Baretta (1975) TV Series
- Benny's Place (1982)
- For Us the Living: The Medgar Evers Story (1983)
- The Jerk, Too (1984)
- The Spirit (1987)
- Timestalkers (1987)
- Rock 'n' Roll Mom (1988)
- Tarzán en Manhattan (1989)
- Hammer, Slammer, & Slade (1990)
- Jury Duty: The Comedy (1990)
- Day-O (1992)
- Diagnosis: Murder (1993) TV Series
- Young Indiana Jones and the Hollywood Follies (1994)
- Chicago Hope (1994) TV Series
- Shock Treatment (1995)
- Young Indiana Jones: Travels with Father (1996)
- Ally McBeal (1997) TV Series
- The Practice (1997) TV Series
- Killers in the House (1998)
- My Last Love (1999)
- Ally (1999) TV Series
- The Adventures of Young Indiana Jones: Tales of Innocence (1999)
- Philly (2001) TV Series
- L.A. Law: The Movie (2002)
- Everwood (TV Series)
- Brothers and sisters TV Series
- Cold Case (2006) TV Series
- Eli Stone (2007) TV Series
- Dirty Sexy Money (2007) TV Series
- Chuck (2010) TV Series
- Arrow (2012)
- The Mysteries of Laura (2014)
- Black-ish (2015-17)
- Crazy Ex-Girlfriend (2016)
- New Girl (2016)
- Star (2017)
- Once Upon a Time (2017)

### Cine
- Together for Days (1972)
- Honeybaby, Honeybaby (1974)
- Cooley High (1975)
- Car Wash (1976)
- Greased Lightning (1977)
- Which Way Is Up? (1977)
- Sgt. Pepper's Lonely Hearts Club Band (1978)
- Scavenger Hunt (1979)
- Bustin' Loose (1981)
- Carbon Copy (1981)
- Krush Groove (1985)
- The Last Dragon (1985)
- Disorderlies (1987)
- Livin' Large! (1991)
- Woman Thou Art Loosed (2004)

### Teatro
- God is a (Guess What?) (1968)
- Kongi's Harvest (1968)
- Song of the Lusitanian Bogey (1968) Obie Award, Best Director
- The Reckoning (1969)
- Does a Tiger Wear a Necktie? (1969)
- Operation Sidewinder (1970)
- The Dream on Monkey Mountain (1971)
- The Cherry Orchard (1972)
- Thoughts (1973)
- What the Wine-Sellers Buy (1974)
- Mule Bone (1991)